# باد توماس
باد توماس (بالإنجليزية: Bud Thomas)‏ هو لاعب كرة قاعدة أمريكي، ولد في 9 سبتمبر 1910 في فرجينيا في الولايات المتحدة، وتوفي في 5 مايو 2001 في North Garden, Virginia ‏ في الولايات المتحدة.

## وصلات خارجية
- باد توماس على موقعبيزبول رفرنس.كوم (الدوري الرئيسي) (الإنجليزية)